# 川根小山駅

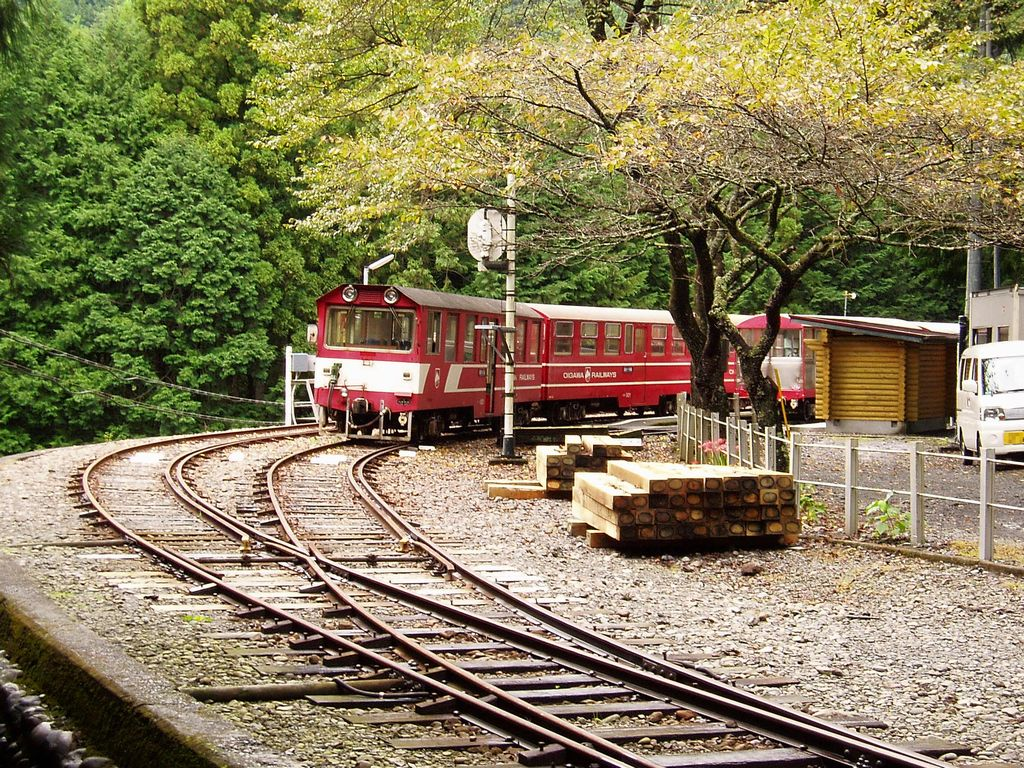
駅構内（2007年10月）

川根小山駅（かわねこやまえき）は静岡県榛原郡川根本町奥泉字小山にある、大井川鐵道井川線の駅である。

## 歴史
- 1959年（昭和34年）8月1日：開業。
- 2020年（令和2年）2月22日：ねこの日で2が並ぶことから「川猫山（かわねこやま）」駅として写真やイラストを貼れるボードが取り付けられた。

## 駅構造
相対式2面2線のホームを持つ地上駅。列車交換可能駅であり、側線を備えている。

## 駅周辺
民家はほとんどなく、定期利用者は観光客を除いて老婦人1人しかいない。なお、駅のある小山地区は大井川による水力発電の発祥の地である。
- 大井川
- 小山つり橋

## その他
2022年に駅の名前から着想を得た絵本『かわねこやま』（文：ハトサブロー、絵：赤倉綾香）がマイルスタッフより出版された。

## 隣の駅
大井川鐵道
■井川線
土本駅 - 川根小山駅 - 奥泉駅